# Myanmar Medical Association

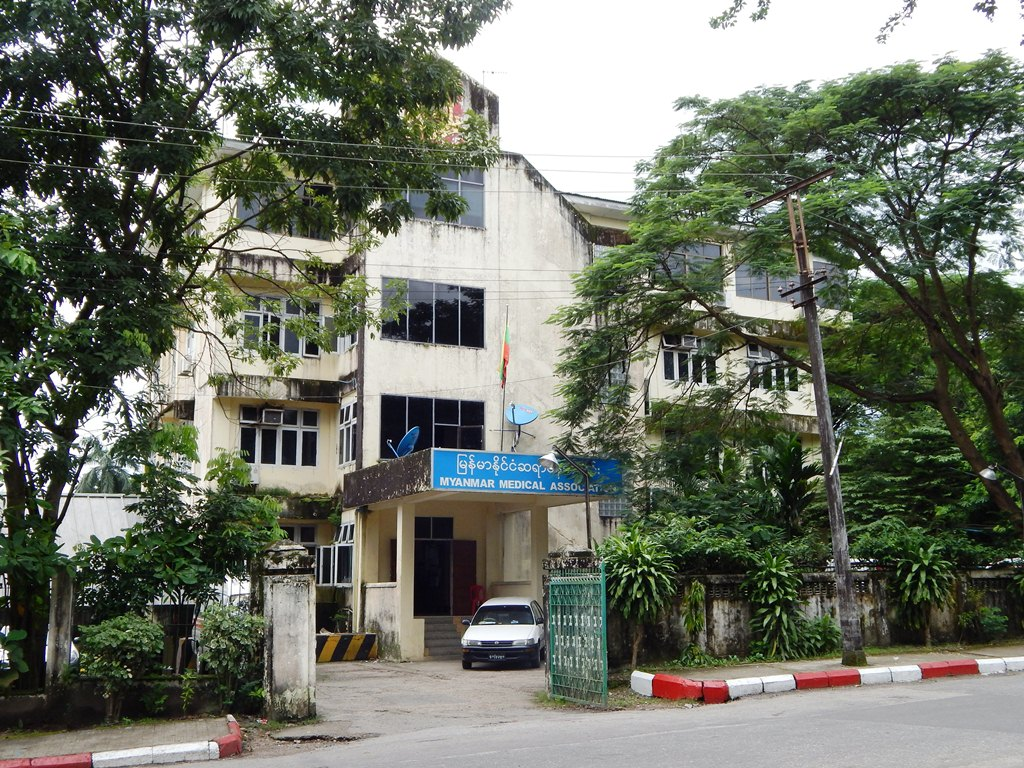
Gebäude der Myanmar Medical Association Building, Yangon, Burma.

Die Myanmar Medical Association (birmanisch မြန်မာနိုင်ငံ ဆရာဝန် အသင်း, myanmarninengan sararwaanaasainn; Abk.: MMA; früher: Burma Medical Association) ist die einzige professionelle Organisation für Ärzte in Myanmar. Die Organisation wurde 1949 von Dr. Shwe Thwin gegründet. Die Vereinigung hat ca. 17.000 Mitglieder (2011). Sie wird von einem zentralen Exekutiv-Komitee geleitet und ist in 33 verschiedene Gesellschaften eingeteilt, die jeweils einer breiten Auswahl an medizinischen Sondergruppen gewidmet sind. Die MMA veranstaltet eine jährliche Konferenz und bietet fortgesetzte medizinische Bildung für ihre Mitglieder. Die MMA veröffentlicht das Myanmar Medical Journal.

## Leitung
Präsidenten der Vereinigung:
- 1949–1950: Ba Thaw
- 1951–1953: Ba Than Chain
- 1953–1954: Maung Gale
- 1954–1955: Ba Than
- 1955–1956: Min Sein
- 1957: Yin May
- 1958: Maung Maung Gyi
- 1959: T. Chan Taik
- 1960: Sein Maung
- 1961: Shwe Zan
- 1963: Ko Gyi
- 1964: Ba Than (Setkya)
- 1965: Khin Maung Win
- 1966: U E
- 1967: San Lwin
- 1968: Maung Maung Than
- 1969–1970: Pe Kyin
- 1971–1972: Aung Thein
- 1973–1974: Kyaw Maung
- 1975–1976: Hla Kyi
- 1977: Maung Maung Aye
- 1978: Maung Maung Taik
- 1979–1980: Shwe Tin
- 1980–1981: Myat Kyi Than
- 1981–1982: Hla Myint
- 1983: Khin Maung Nyein
- 1984–1988: Tin U
- 1989–1992: Thet Hta Way
- 1993–1996: Kyu Kyu Swe
- 1997–1998: Ye Myint
- 1999–2005: Myo Myint
- 2006–2013: Kyaw Myint Naing
- 2014–2019: Rai Mra
- 2020–present: Htin Aung Saw